# Bokšić Lug
Bokšić Lug je naselje koje pripada općini Đurđenovac, u Osječko-baranjskoj županiji. Po popisu iz 2011., ima 262 stanovnika.

## Zemljopisni položaj
Naselje se nalazi dvadesetak kilometara sjeverno od planina Krndije i Papuka, toliko je južno udaljen od rijeke Drave i Mađarske i 60-ak kilometara zapadno od Osijeka.
Na zapadu graniči s Virovitičko-podravskom županijom, gdje je prirodna granica potok Marijanac. Naselje je okruženo ribnjacima PPK Orahovica sa sjeverne i zapadne strane, gdje protječe rijeka Vučica koja izvire na Papuku, a pritoka je rijeke Karašice.
Naselje ima pet ulica: Bokšićku, Braće Radića, Matije Gupca, Primorsku i Šumsku.

## Povijest
Naselje je osnovano od ostataka Križarske vojske koja je ostala poslije Austro-Ugarske na području Slavonije i Podravine. Značajniji događaji su bili veliki požar nakon kojeg je za zaštitnicu sela odabrana i sv. Sofija, a glavni zaštitnik sela kojem je posvećena i crkva je sv. Juraj.
U 2. svjetskom ratu stanovnici Bokšić Luga su bili priklonjeni NDH, tako su sada većina raseljeni po Hrvatskoj i inozemstvu, radi kasnijeg progona komunista.

## Stanovništvo
| broj stanovnika |       |       |       | 51    | 67    | 93    | 18    | 524   | 617   | 672   | 578   | 430   | 336   | 319   | 307   | 259   | 209   |
|                 | 1857. | 1869. | 1880. | 1890. | 1900. | 1910. | 1921. | 1931. | 1948. | 1953. | 1961. | 1971. | 1981. | 1991. | 2001. | 2011. | 2021. |

Iskazuje se kao dio naselja od 1890., a kao naselje od 1948. Do 1981. iskazuje se pod imenom Bokšić Lug I. dio.

## Crkva
U naselju se nalazi crkva sv. Jurja, koja pripada rimokatoličkoj župi sv. Petra apostola sa sjedištem u susjednom Bokšiću i našičkom dekanatu Požeške biskupije. Crkveni god ili kirvaj slavi se 23. travnja, na dan sv. Jurja.  

## Šport
- NK Lug (3. ŽNL Osječko-baranjska, 2012./13.) Liga NS Našice.

## Ostalo
- Dobrovoljno vatrogasno društvo Bokšić Lug

## Vanjske poveznice
- http://www.djurdjenovac.hr/